# Scugog
Scugog es un municipio canadiense situado en la provincia de Ontario.

## Superficie
Scugog tiene una superficie de 474,38 km².

## Demografía
En 2021, tenía 21 581 habitantes, una densidad poblacional de 45,5 hab./km², y 8734 viviendas.